# ريان ماغواير
ريان ماغواير (بالإنجليزية: Ryan McGuire)‏ هو لاعب كرة قاعدة أمريكي، ولد في 23 نوفمبر 1971 في بيلفلاوير في الولايات المتحدة.

## وصلات خارجية
- ريان ماغواير على موقع دوري كرة القاعدة الرئيسي (الإنجليزية)
- ريان ماغواير على موقعبيزبول رفرنس.كوم (الدوري الرئيسي) (الإنجليزية)
- ريان ماغواير على موقع مشجعي الرسوم البيانية (الإنجليزية)